# Герб комуни Едесгег
Герб комуни Едесгег (швед. Ödeshögs kommunvapen) — символ шведської адміністративно-територіальної одиниці місцевого самоврядування комуни Едесгег. 

## Історія
Герб було розроблено для ландскомуни  Альвастра. Отримав королівське затвердження 1951 року. Пізніше вживався в 1969–1970 роках як герб ландскомуни Едесгег.   
Після адміністративно-територіальної реформи, проведеної в Швеції на початку 1970-х років, муніципальні герби стали використовуватися лишень комунами. Цей герб був 1971 року перебраний для нової комуни Едесгег.
Герб комуни офіційно зареєстровано 1974 року.

## Опис (блазон)
У червоному полі виходить золотий єпископський жезл, праворуч якого півмісяць ріжками вгору, ліворуч — шестипроменева зірка, також золоті.

## Зміст
Сюжет герба походить з абатської печатки ХІІІ століття. Вказує на монастир цистерціанців в Альвастрі.       